# Jesion Olbrzym
Jesion Olbrzym – jesion wyniosły o rozmiarach pomnikowych rosnący w Puszczy Białowieskiej, jeden z najpotężniejszych jesionów w Puszczy Białowieskiej; rośnie na terenie Białowieskiego Parku Narodowego. Pień ma lejkowaty kształt u podstawy.
Drzewo ma obwód pnia 521 centymetrów na wysokości 130 cm od postawy (w 2008 roku); wysokość drzewa wynosi 38 metrów (pomiar dokonany został dalmierzem laserowym w roku 2008); wysokość strzały pnia do pierwszej gałęzi wynosi 16-17 metrów.
Obwód pnia u podstawy wynosi 710 cm.
Wiek drzewa szacowany jest na około 250 lat. Jesion został „znaleziony” i opisany przez Tomasza Niechodę w 2008 roku. Przedtem nikt go nie opisywał. W odległości 20 metrów rośnie inny potężny jesion o obwodzie pnia 464 cm.
Kondycja drzewa nie jest w najlepszym stanie; korona utraciła wiele gałęzi i jest przerzedzona.